# New Looney Tunes
New Looney Tunes, originalmente titulada Wabbit: A New Looney Tunes Production en Estados Unidos y Bugs! en algunos mercados durante su primera temporada, es una serie de televisión animada estadounidense de Warner Bros. Animation basada en los personajes de Looney Tunes y Merrie Melodies. La serie debutó en su país de origen el 8 de enero de 2015 en Cartoon Network, y continuó con nuevos episodios a partir del 19 de febrero de 2015 en Boomerang. A mitad de la primera temporada, los nuevos episodios se estrenaban en el servicio de video bajo demanda de Boomerang antes de emitirse en televisión.
El 23 de enero de 2017, el servicio de streaming Boomerang anunció que New Looney Tunes continuaría en 2017, siendo la tercera temporada la última del programa. Los últimos episodios se estrenaron el 25 de octubre de 2018. A la serie le siguió Looney Tunes Cartoons, con un formato más tradicional, estrenada el 23 de marzo de 2020, que se emite en HBO Max.
En Latinoamérica se estrenó el 6 de noviembre de 2015 en Boomerang, emitiéndose también en Cartoon Network, Canal 5 de México y TCS+ de El Salvador. Por otro lado, en España se estrenó el 30 de octubre de 2017 en Boing.

## Argumento
En esta serie, los Looney Tunes dejan el mundo de la sitcom y vuelven a sus raíces cómicas del slapstick. Cada episodio de New Looney Tunes contiene dos cortos, protagonizados por Bugs Bunny.
Otros personajes, como Wile E. Coyote y Sam Bigotes, se presentan a molestarlo. Algunos personajes obtienen nuevas características: Wile E. Coyote es, por ejemplo, el vecino sabelotodo mientras que Taz trabaja como empleado en contabilidad, aunque reprime su verdadero yo.
Se agregan nuevos personajes que vienen a ser amigos de Bugs, como Dientes, la ardilla y una versión infantil de Pie Grande.
De la misma forma, Bugs se enfrenta a nuevos villanos, pero no sin la ayuda de sus amigos.

## Producción
La serie se anunció en marzo de 2014, junto con otros reboots de clásicos de Warner Bros, como Be Cool, Scooby-Doo! y El Show de Tom y Jerry. Sam Register, promovido a presidente de Warner Bros. Animation y Warner Digital Series un mes antes, será productor de supervisión.
New Looney Tunes fue prevista en un artículo de la edición de la Comic-Con de TV Guide, declarando que la serie fue escrita en el tono de los cortos de los Looney Tunes. Sin embargo, los productores buscaban evitar sus típicos clichés--en particular, el del yunque. El equipo dio énfasis en escribir historias originales, además de agregar "objetos pesados modernos para causar dolor", acordando a su productor Erik Kuska. Los villanos de Bugs pueden incluir "bárbaros, ninjas y terminadores", dijo Kuska, describiendo que Bugs está "en su mejor momento cuando se enfrenta contra un realmente buen adversario". De esta forma, Kuska siente que Elmer Fudd ya no sería "el hombre".

## Actores de voz
- Jeff Bergman como Bugs Bunny, Gallo Claudio, El gato Silvestre, Elmer Gruñón.
- Carlos Alazraqui como Shameless O'Scanty, Leslie P. Lilylegs, Espantapájaros, GPS.
- Dee Bradley Baker como el Pato Lucas, Dientes (ardilla), Grim, Krakos, Shifty, Shelby, Dentista, Oso, Justin.
- Eric Bauza como Marvin el Marciano, Pepe Le Pew, Cal, Dick Hardcase, Hubie y Bertie.
- Bob Bergen como Porky, Piolín, Justin.
- Jeff Bennett como El Venado del Invierno, Horacio el Caballo, Hubie y Bertie.
- Steve Blum como Bárbaro, Jack.
- Matt Craig como Hazmats, Sol.
- Jim Cummings como Taz, Hombre de salida.
- Grey DeLisle-Griffin como Bird, Mamá Osa, Ositos.
- Crispin Freeman como Anciano.
- John Paul Karliak como Wile E. Coyote, Ninjas.
- Mikey Kelley como Boyd.
- Maurice LaMarche como Sam Bigotes, Agente de policía, Woodrow.
- Matthew Mercer como Pie Grande.
- Daran Norris como Sir Littlechin.
- Carla Renata como La Abuela, Hada de los Dientes.
- Kevin Michael Richardson como Snorts, Tes, El León.
- Kath Soucie como Lola Bunny, La Niña, Presidente, Mujer espía, Guía turístico.
- John DiMaggio como pescador # 1, Fox, Parte anfitriona, Slugsworthy la Primera.
- Jim Cummings como Theodore de Tasmania, Hombre de salida, Jefe de Taz.
- Crispin Freeman como el Viejo Hombre (en "Errores de Buda"), Conejito de Polvo.
- Fred Tatasciore como Sam Bigotes (Segunda voz), Carl, el Conejo, Grim (2.ª voz), Terry, el Conejito de Polvo, Virus de ordenador.
- Candi Milo como La Abuelita ,Cheryl, La Mofeta, Ivana.
- Pat Musick como Conductor # 1.
- Kari Wahlgren como Fotógrafo, Teléfono.
- Cedric Yarbrough como Eagle Scout.
- Jim Meskimen como Merle.
- Keith Ferguson como Victor.
- Richard Horvitz como Imp.
- Mateo Yang King como Ejecutiva masculina.
- Misty Lee como Seres de Setas, Mujer Ejecutiva.

## Cierre de producción de Wabbit
Wabbit dejó de producirse a finales de 2017, pasando a llamarse New Looney Tunes volviendo a las raíces de los Looney Tunes originales.